# Kiss of the Spider Woman (film, 2025)
Kiss of the Spider Woman är en amerikansk musikal- och dramafilm i fängelsemiljö som hade premiär på Sundance Film Festival den 26 januari 2025. Den är regisserad av Bill Condon efter ett manus skrivet av Condon tillsammans med Terrence McNally och Manuel Puig.
Filmen bygger på romanen Spindelkvinnans kyss skriven 1976 av Manuel Puig.

## Handling
Filmen utspelar sig i ett argentinskt fängelse där en politisk fånge vid namn Valentín delar cell med Molina, som avtjänar straff för sedlighetsbrott. Trots sina olikheter utvecklar de en oväntad vänskap när Molina återberättar handlingen i en Hollywoodmusikal med filmstjärnan Ingrid Luna i huvudrollen.

## Rollista (i urval)
- Jennifer Lopez - Ingrid Luna/Aurora/The Spider Woman
- Diego Luna - Valentin Arregui/Armando
- Tonatiuh Elizarraraz - Luis Molina/Kendall Nesbitt
- Tony Dovolani - Johnny Desiderio
- Josefina Scaglione - Marta
- Bruno Bichir - vakt
- Lynn Favin